# 抒情交響曲
抒情交響曲，作品18，（德語：Lyrische Symphonie，英語：Lyric Symphony ）是奧地利作曲家哲林斯基的音樂作品。完成於1922-23年，首演則於1924年6月4日假捷克布拉格舉行，由作曲家親自指揮。
普遍認為本曲是受了馬勒的《大地之歌》影響。《大地之歌》的歌詞取自經翻譯後的中國唐詩，至於《抒情交響曲》，則採用印度大詩人泰戈爾所寫，再經過德語翻譯的詩篇。

## 配器
- 聲樂：女高音獨唱、男中音獨唱
- 木管樂器：2短笛（兼任第4,3長笛）、2長笛、3雙簧管（第3雙簧管兼任英國管）、3單簧管（第3單簧管兼任E♭高音單簧管（第1樂章）及B♭調低音單簧管（第3-7樂章），另外第1樂章需要獨立的低音單簧管）、3巴松管（第3巴松管兼任低音巴松管）
- 銅管樂器：4圓號、3小號、3長號、大號
- 敲擊樂器：定音鼓、三角鐵、鈴鼓、大鼓、小鼓、鈸、鑼、木琴
- 鍵盤樂器：簧风琴、鋼片琴
- 絃樂器：第1小提琴、第2小提琴、中提琴、大提琴、低音提琴、豎琴

## 樂曲結構
本樂曲可分為七個連續演奏的樂章
- 第1樂章：男低音－「我心緒不寧，我渴望遙遠的事物。」（Ich bin friedlos, ich bin durstig nach fernen Dingen）
- 第2樂章：女高音－「母親，年輕的王子」（O Mutter, der junge Prinz）
- 第3樂章：男低音－「你是一朵夜雲」（Du bist die Abendwolke）
- 第4樂章：女高音－「對我說話吧，我的愛！」（Sprich zu mir Geliebter）
- 第5樂章：男低音－「愛，把我從你甜柔的枷束中放出來吧！」（Befrei mich von den Banden deiner Süße, Lieb）
- 第6樂章：女高音－「那麼唱完最後一支歌」（Vollende denn das letzte Lied）
- 第7樂章：男低音－「安靜吧，我的心」（Friede, mein Herz）

## 外部連結
- 歌詞原文
- 香港管弦樂團有關本曲的樂曲解說，第20-25頁；歌詞翻譯（中文、德文、英文）：第30-33頁[永久]